# Diego Walsh
Diego Walsh (* 8. Dezember 1979 in Santos), mit vollständigen Namen Diego Costa Bastos Walsh, ist ein ehemaliger brasilianischer Fußballspieler, der auch die US-amerikanische Staatsbürgerschaft besitzt.

## Karriere
Walsh zog 1994 zusammen mit seiner Familie von Brasilien nach Miami und spielte dort zunächst im Team seiner Schule Fußball. Auf Rat seines Highschool-Trainers trat er Miami Strike Force bei, um dort im Verein Fußball zu spielen. Nach der High School galt er als gefragtes Mittelfeldtalent und spielte ab 1999 für die Southern Methodist University. Er trat mit seinem Team zunächst in der Western Athletic Conference (WAC) an und ab dem Jahr 2000 in der Missouri Valley Conference (MVC). 2000 und 2001 wurde Walsh in der MVC als Player of the Year ausgezeichnet und war damit der erste Student, dem dies zweimal in Folge gelang. In den Jahren 2001 und 2002 wurde er in das NSCAA All-America first team (College All-Star-Team) gewählt. 
Im MLS SuperDraft 2003 wählte ihn Columbus Crew in der 1. Runde an siebter Stelle. Walsh kam bei Columbus aber hinter Kyle Martino kaum zu Einsatzzeiten in der Major League Soccer. Er stand nur bei sechs Spielen in der Startelf, wurde achtmal eingewechselt und schoss ein Tor. Zur Saison 2004 wurde er an den Ligakonkurrenten Kansas City Wizards abgegeben, bei denen er zeitweise für den verletzten Preki in die Stammformation rückte. Nach dessen Genesung saß er wieder zumeist auf der Bank und wurde nach der Saison 2005, in der er nur zu einem Ligaeinsatz kam, vom Verein freigestellt. Nach einem kurzen Aufenthalt bei Real Salt Lake wechselte er in die USL First Division zum Miami FC, die unter anderem den früheren Weltstar Romário unter Vertrag hatten.
Während einer Auslandstournee mit Miami nach Australien fiel er den Verantwortlichen von Adelaide United auf, die ihn nach einem Probetraining unter Vertrag nahmen. Diego Walsh etablierte sich im zentralen Mittelfeld Adelaides und war einer der Schlüsselspieler beim Erreichen des Finals der AFC Champions League 2008. In der A-League erreichte man in der Saison 2008/09 das Meisterschaftsfinale, unterlag dort aber Melbourne Victory mit 0:1. Bereits einige Wochen vor dem Finale gab der Verein bekannt, dass man den Vertrag mit Diego Walsh nicht verlängern werde. Als Grund für diesen Schritt wurde Walshs Verletzungsanfälligkeit genannt, die ihn für fast die Hälfte der vergangenen beiden Spielzeiten außer Gefecht gesetzt hatte. Ligakonkurrent Wellington Phoenix nahm den Brasilianer nur kurze Zeit später unter Vertrag. Aber auch hier stand Walsh selten auf dem Platz und fühlte sich – anders als in Adelaide – nicht wohl. Anfang Mai 2011 wechselte er zurück in die USA in die USL Pro zu Charleston Battery. Hier blieb er nur zwei Monate und wechselte dann zu TOT SC nach Thailand, wo er bis Ende 2012 unter Vertrag stand. Nach einer Phase ohne bekannten Verein beendete Walsh Anfang Dezember 2014 seine Karriere.
Nach dem Ende seiner Karriere arbeitete Walsh zunächst als Assistenztrainer des Fußballteams der Grand Canyon University und später auch am Phoenix College (Arizona). Er war für sechs Jahre Personaltrainer bei Real Salt Lake AZ und arbeitete zeitweise im Bereich der Nachwuchsförderung für Triangle United. Zurzeit ist er Cheftrainer des Burlington United FC, der seit der Saison 2025 in der National Premier Soccer League spielt.